# Agapostemon
Agapostemon är ett släkte av bin. Agapostemon ingår i familjen vägbin.

## Bildgalleri

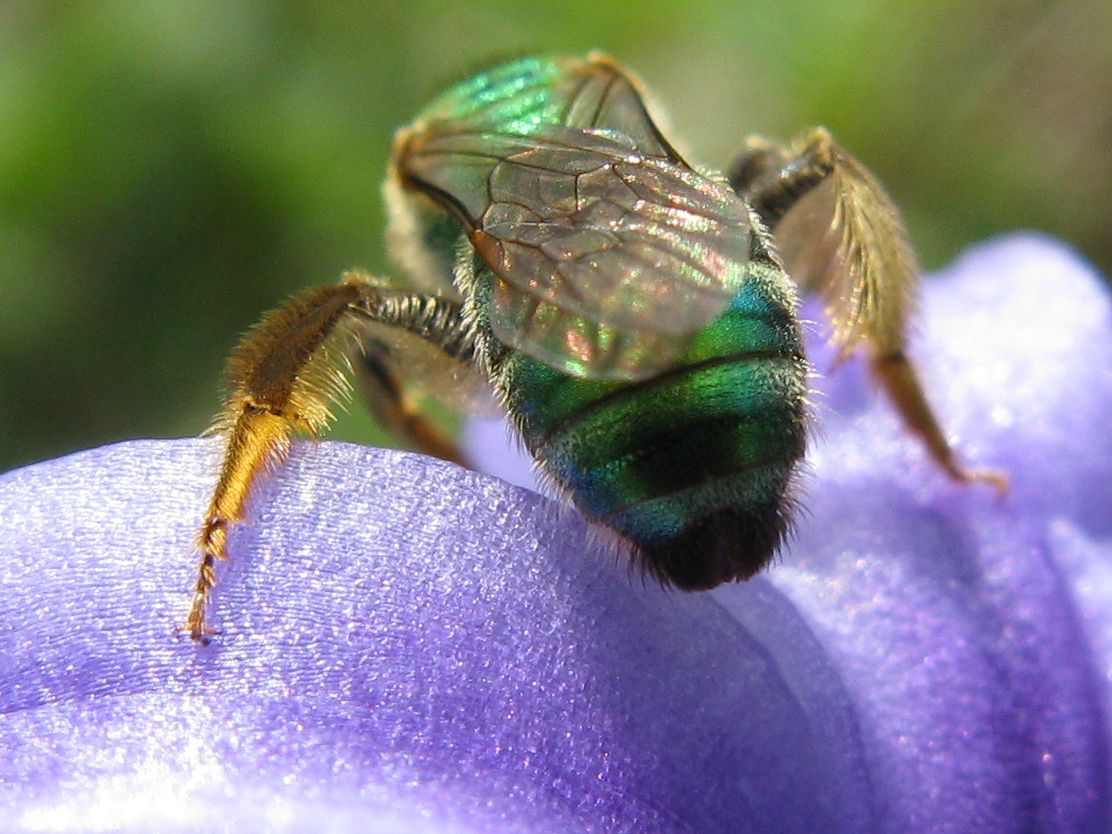
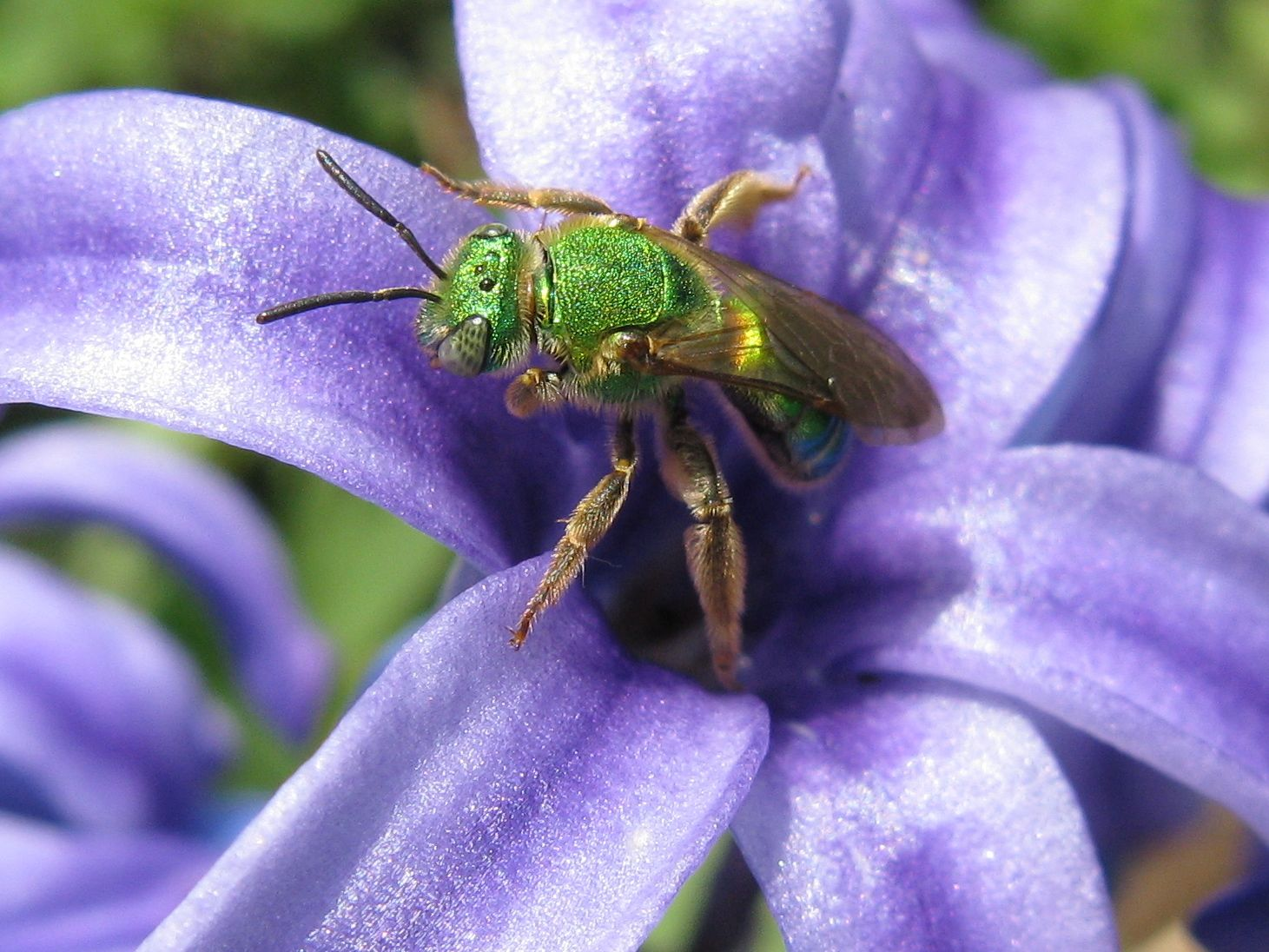
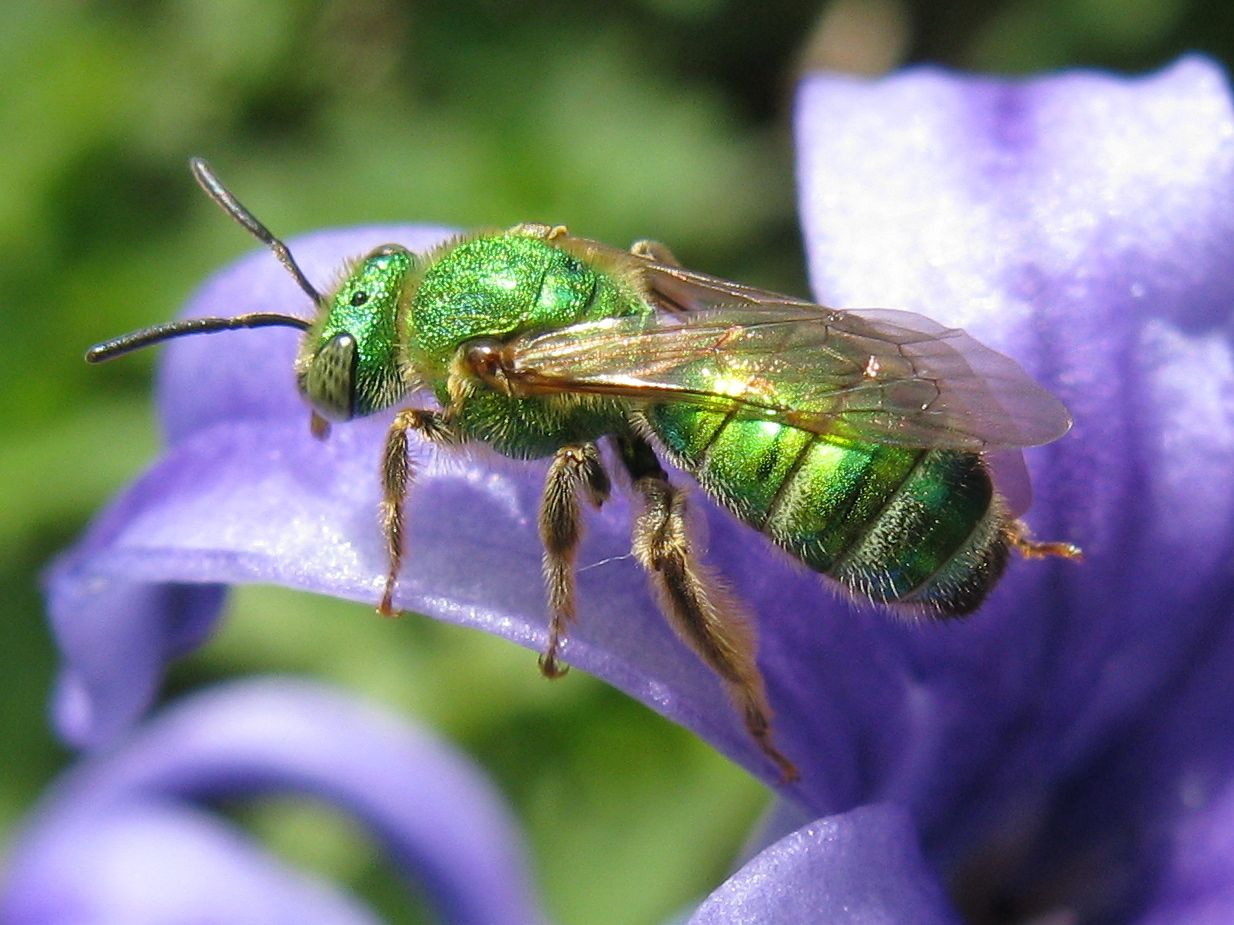
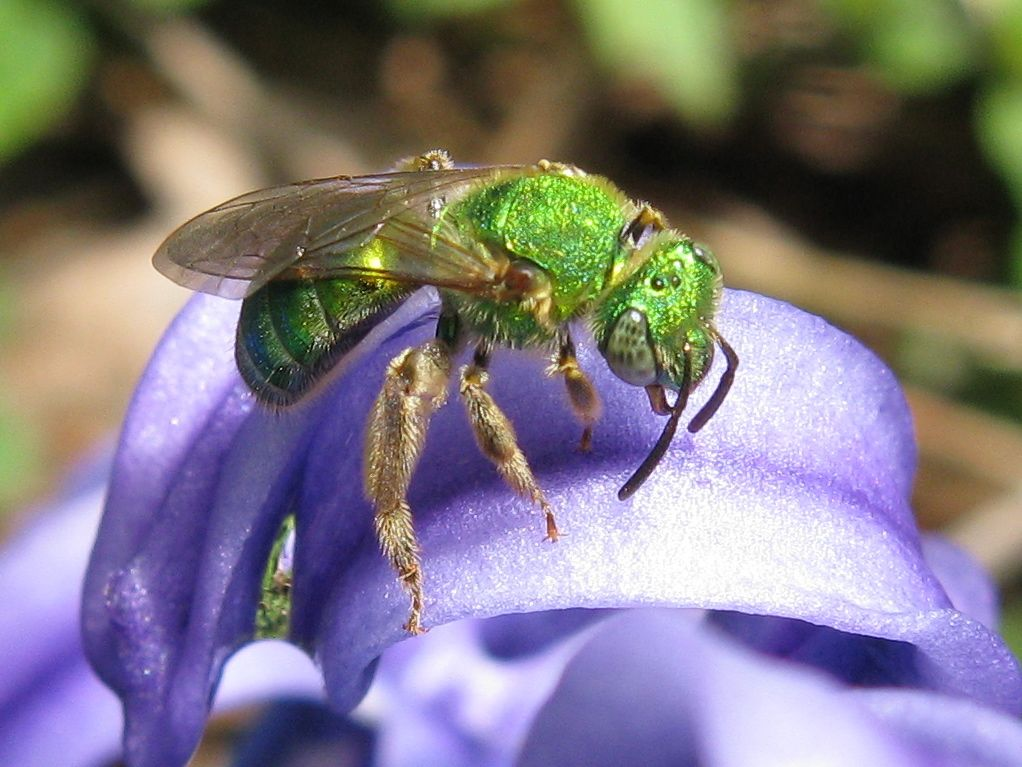
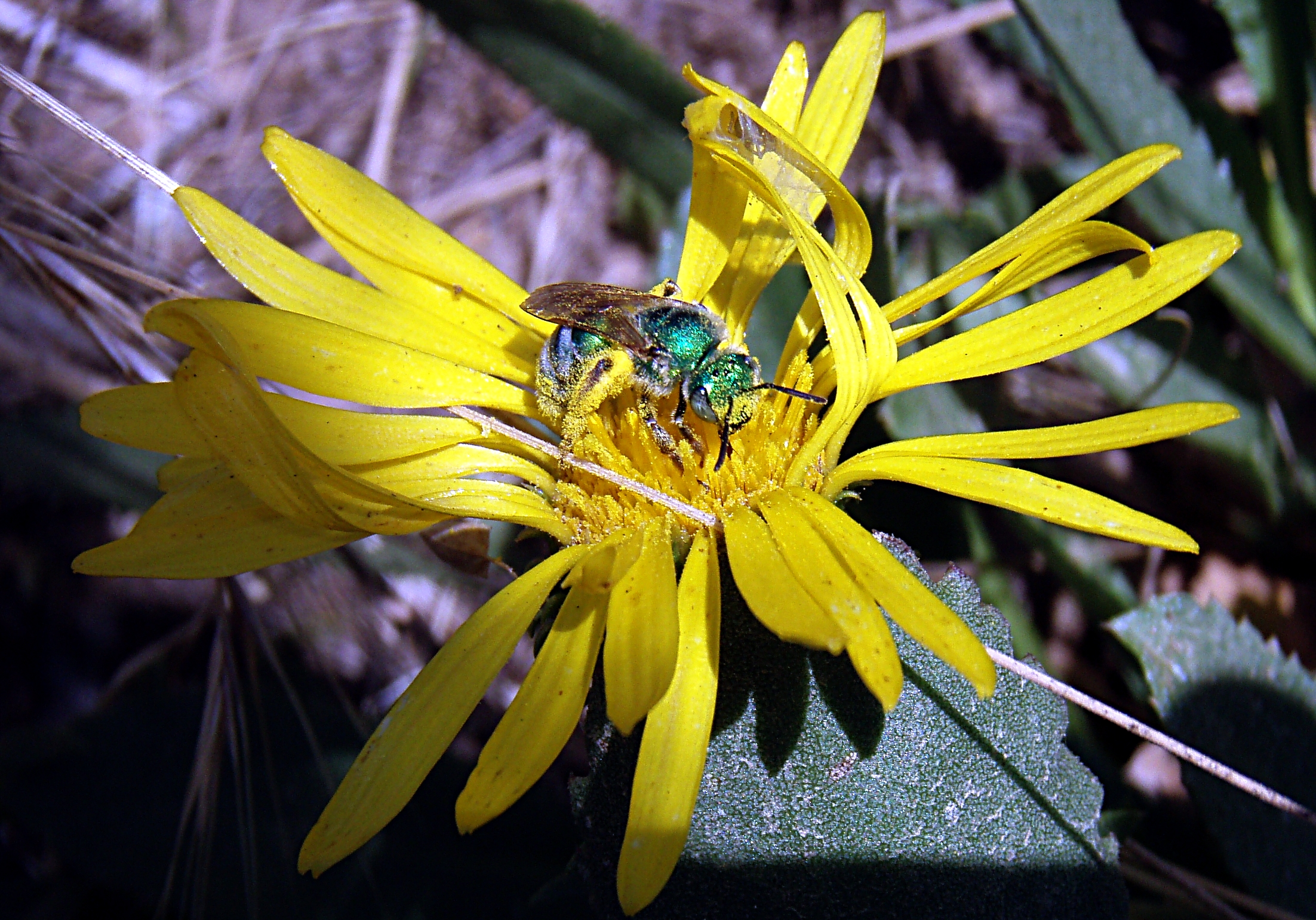
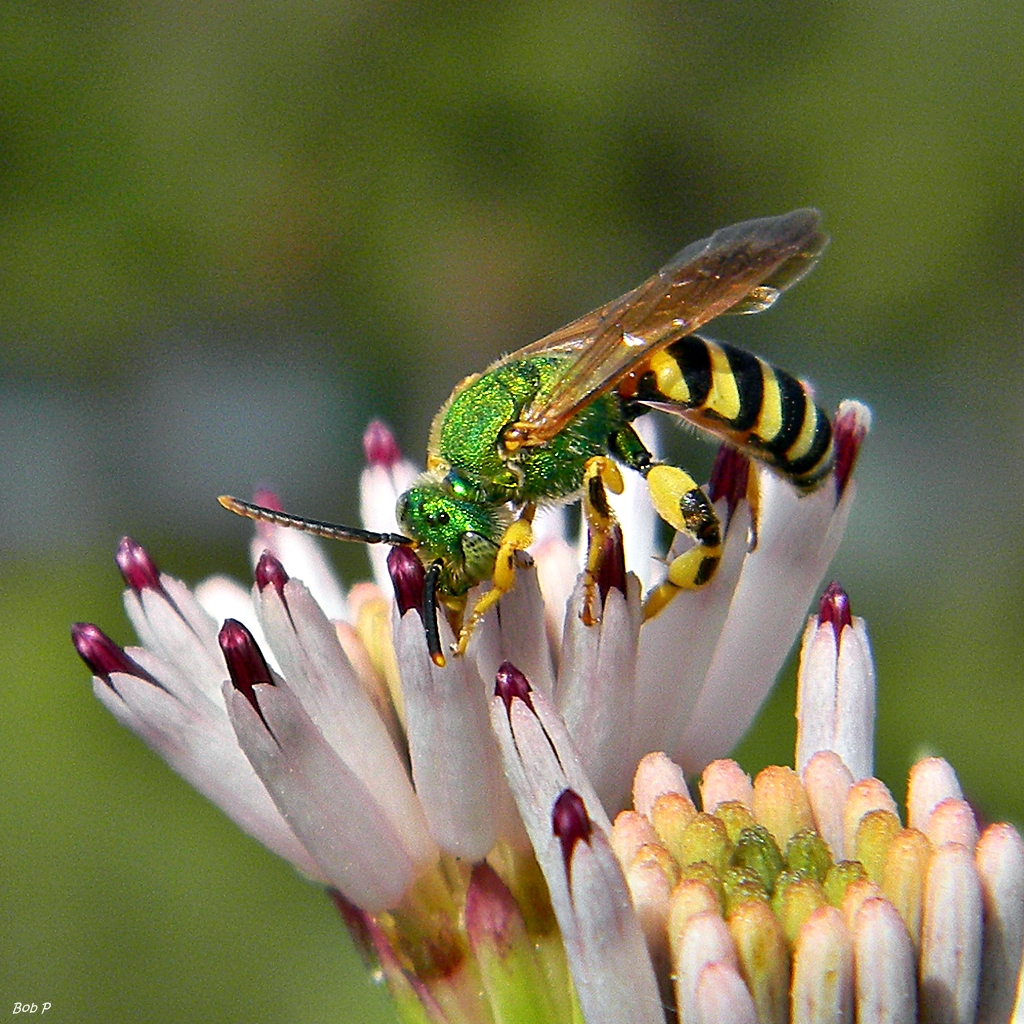

## Dottertaxa tillAgapostemon, i alfabetisk ordning[1]
- Agapostemon aenigma
- Agapostemon alayoi
- Agapostemon angelicus
- Agapostemon ascius
- Agapostemon atrocaeruleus
- Agapostemon boliviensis
- Agapostemon centratus
- Agapostemon chapadensis
- Agapostemon chiriquiensis
- Agapostemon coloradinus
- Agapostemon columbi
- Agapostemon cubensis
- Agapostemon cyaneus
- Agapostemon erebus
- Agapostemon femoratus
- Agapostemon heterurus
- Agapostemon inca
- Agapostemon insularis
- Agapostemon intermedius
- Agapostemon jamaicensis
- Agapostemon kohliellus
- Agapostemon krugii
- Agapostemon lanosus
- Agapostemon leunculus
- Agapostemon melliventris
- Agapostemon mexicanus
- Agapostemon mourei
- Agapostemon nasutus
- Agapostemon obliquus
- Agapostemon obscuratus
- Agapostemon ochromops
- Agapostemon peninsularis
- Agapostemon poeyi
- Agapostemon rhopalocerus
- Agapostemon sapphirinus
- Agapostemon semimelleus
- Agapostemon sericeus
- Agapostemon splendens
- Agapostemon swainsonae
- Agapostemon texanus
- Agapostemon tyleri
- Agapostemon viequesensis
- Agapostemon virescens
- Agapostemon viridulus